# 多裂熏倒牛
多裂熏倒牛（学名：Biebersteinia multifida）为熏倒牛科熏倒牛属的植物。分布在中国大陆的新疆等地，生长于海拔2,000米至3,000米的地区，多生在低山草原和荒漠冲沟。